# Poa hakusanensis
Poa hakusanensis är en gräsart som beskrevs av Eduard Hackel. Poa hakusanensis ingår i släktet gröen, och familjen gräs. Inga underarter finns listade i Catalogue of Life.